# إيدج هيل
إيدج هيل (بالإنجليزية: Edge Hill, Georgia)‏ هي مدينة تقع في مقاطعة غلاسكوك، جورجيا بولاية جورجيا في الولايات المتحدة. تبلغ مساحة هذه المدينة 0.5 (كم²)، وترتفع عن سطح البحر 148 م، بلغ عدد سكانها 30 نسمة في عام 2010 حسب إحصاء مكتب تعداد الولايات المتحدة.

## وصلات خارجية
- Cities & Counties - Georgia.gov